# John Ventimiglia

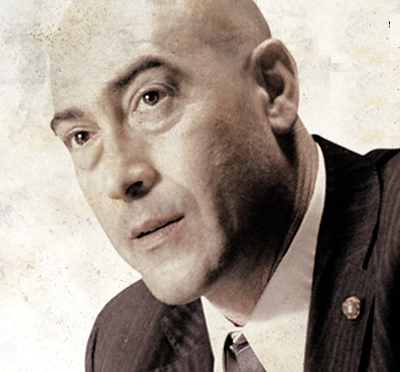
John Ventimiglia, 2014

John Ventimiglia (* 17. Juli 1963 in Queens, New York City, New York) ist ein italo-amerikanischer Schauspieler, der vor allem durch seine Rolle als Restaurant-Besitzer und Koch Artie Bucco aus der HBO-Serie Die Sopranos bekannt ist.
Ventimiglia wurde im New Yorker Stadtteil Ridgewood in Queens geboren und wuchs in Teaneck, New Jersey auf. Er machte seinen Abschluss an der Teaneck High School, wo er im Footballteam spielte.
Ventimiglia spielte in Filmen wie Mickey Blue Eyes (1999) an der Seite von Hugh Grant und Cop Land (1997) an der Seite von Sylvester Stallone mit, bevor er für Die Sopranos engagiert wurde. Des Weiteren hatte er Gastauftritte in US-Fernsehserien wie Law & Order und NYPD Blue.

## Filmografie (Auswahl)
- 1994: Bullets over Broadway
- 1994–2010: Law & Order (Fernsehserie, verschiedene Rollen, 5 Folgen)
- 1997: Cop Land
- 1999: Mickey Blue Eyes
- 1999–2007: Die Sopranos (The Sopranos, Fernsehserie, 39 Folgen)
- 2007: The Lovebirds
- 2009: Notorious B.I.G.
- 2011: Flypaper – Wer überfällt hier wen?
- 2011–2014: Blue Bloods – Crime Scene New York (Blue Bloods, Fernsehserie, 16 Folgen)
- 2012: Operação Outono
- 2012: Person of Interest (Fernsehserie, Folge Totschlagzeile)
- 2012: The Iceman
- 2013: Blood Ties
- 2014–2015: Good Wife (Fernsehserie, 5 Folgen)
- 2018–2019: Marvel’s Jessica Jones (Fernsehserie, 14 Folgen)
- 2018: Cabaret Maxime